# Liste der Bodendenkmale in Wiesengrund
In der Liste der Bodendenkmale in Wiesengrund sind alle Bodendenkmale der brandenburgischen Gemeinde Wiesengrund und ihrer Ortsteile aufgelistet. Grundlage ist die Veröffentlichung der Landesdenkmalliste mit dem Stand vom 31. Dezember 2020.
Die Baudenkmale sind in der Liste der Baudenkmale in Wiesengrund aufgeführt.
|    | Gemarkung                              | Flur    | Kurzansprache                                           | Bodendenkmalnummer | Bemerkung | Bild |
| -- | -------------------------------------- | ------- | ------------------------------------------------------- | ------------------ | --------- | ---- |
| 1  | Gahry (Lage)                           | 4       | Hügelgräberfeld Bronzezeit                              | 120022             |           |      |
| 2  | Gahry, Klein Kölzig, Mattendorf (Lage) | 4, 1, 1 | Rast- und Werkplatz Mesolithikum, Gräberfeld Bronzezeit | 120284             |           |      |
| 3  | Gahry (Lage)                           | 1       | Dorfkern deutsches Mittelalter, Dorfkern Neuzeit        | 120298             |           |      |
| 4  | Gosda (Lage)                           | 1       | Gräberfeld Bronzezeit                                   | 120125             |           |      |
| 5  | Gosda (Lage)                           | 1       | Dorfkern deutsches Mittelalter, Dorfkern Neuzeit        | 120160             |           |      |
| 6  | Jethe (Lage)                           | 5, 6    | Dorfkern deutsches Mittelalter, Dorfkern Neuzeit        | 120327             |           |      |
| 7  | Jethe (Lage)                           | 3       | Dorfkern Neuzeit, Dorfkern deutsches Mittelalter        | 120328             |           |      |
| 8  | Trebendorf (Lage)                      | 1       | Schloss Neuzeit, Turmhügel deutsches Mittelalter        | 120059             |           |      |
| 9  | Trebendorf (Lage)                      | 1       | Siedlung Eisenzeit, Siedlung Bronzezeit                 | 120114             |           |      |
| 10 | Trebendorf (Lage)                      | 2       | Gräberfeld Bronzezeit                                   | 120329             |           |      |
| 11 | Trebendorf (Lage)                      | 1       | Gräberfeld Bronzezeit                                   | 120330             |           |      |
| 12 | Trebendorf (Lage)                      | 1       | Dorfkern Neuzeit, Dorfkern deutsches Mittelalter        | 120335             |           |      |
| 13 | Trebendorf (Lage)                      | 1       | Siedlung Eisenzeit, Siedlung Bronzezeit                 | 120416             |           |      |
| 14 | Gablenz, Trebendorf (Lage)             | 1, 1    | Siedlung Bronzezeit                                     | 120212             |           |      |
| 15 | Gablenz (Lage)                         | 1,      | Gräberfeld Bronzezeit                                   | 120019             |           |      |
| 16 | Gablenz (Lage)                         | 1,      | Siedlung Eisenzeit                                      | 120020             |           |      |
| 17 | Gablenz, Sergen (Lage)                 | 1, 3    | Siedlung Eisenzeit                                      | 120021             |           |      |